# Johann Joseph Franz von Aham
Johann Joseph Franz Graf von Aham (* 27. Dezember 1652; † 2. April 1725) war ein altbayerischer Gutsbesitzer und Beamter sowie Mitglied des Braunauer Parlaments.

## Leben
Um das Jahr 1672 studierte Aham Rechtswissenschaften an der Universität Würzburg. Von seinem Vater erbte er die Aham'schen Güter zu Neuhaus und Geinberg im heutigen Oberösterreich. Von 1681 bis um 1700 war er Regimentsrat und Landrichter zu Straubing, von etwa 1700 bis 1720 Landrichter zu Mauerkirchen, daneben auch kaiserlicher Rat, kurfürstlich bayerischer Kämmerer, Erbkämmerer des Hochstiftes Passau sowie Kommissär für die bayerische Land- und Rittersteuer. Die Linie der Aham zu Neuhaus wurde am 7. Juli 1691 in den Reichsgrafenstand erhoben, als Kaiser Leopold I. dem Johann Joseph Franz  und seinem Bruder, dem Weihbischof Johann Joachim Ignaz, ein entsprechendes Diplom ausstellte und zudem das Aham'sche Familienwappen mit dem Wappen der Ruck von Tanneck, ihrer Verwandten mütterlicherseits,  vereinigte.
Während des bayerischen Volksaufstandes vom 21. Dezember 1705 bis 16. Januar 1706 war er Mitglied im Direktorium des Braunauer Parlaments. Probst berichtet, dass Aham die von Johann Alois Jehle am 18. Dezember 1705 im Rentamt Burghausen verbreitete Einladung zum Braunauer Parlament auf seinem Schloss Neuhaus erreichte. Sein Schloss war wenige Wochen vorher bei der Belagerung Schärdings von Aufständischen geplündert worden. Nach Niederschlagung des Aufstandes schlug die Kaiserliche Administration in Bayern in ihrem Untersuchungsbericht vom 9. August 1706 Kaiser Joseph I. vor, Graf Aham „zum Schrecken“ die Pflege Mauerkirchen zu nehmen. Diese wurde ihm jedoch laut Probst wiedergegeben.
1709 stiftete Johann Joseph Franz Graf von Aham den Leib des Katakombenheiligen Claudius für die Aham'sche Grabkapelle im Stift Reichersberg. Er war 1668 aus den Kalixtus-Katakomben erhoben worden und schließlich in den Besitz des damaligen Weihbischofs von Passau in Wien, Johann Joachim Ignaz Grafen von Aham, gekommen. Nach seinem Tod fiel dessen Besitz als Erbe an dessen Bruder Johann Joseph Franz, der die Reliquien in die Begräbniskapelle seiner Familie in Reichersberg bringen ließ.

## Familie
Johann Joseph Franz Graf von Aham stammte aus dem alten und einflussreichen bayerischen Adelsgeschlecht der Aham, das im Raum des heutigen Innviertels zu den wichtigsten Grundbesitzern gehörte und besonders zum Stift Reichersberg enge Kontakte unterhielt. 1681 heiratete er Katharina von Franking († 1697) und nach deren Tod 1701 Maria Christina Theresia von Guidebon Cavalchino (1654–1729). Aham hatte 13 Nachkommen, von denen 8 im frühen Kindesalter starben. Aham selbst starb am 2. April 1725 in München und wurde drei Tage später in der Familiengruft im Stift Reichersberg beigesetzt.